# Das Mittelmeer und die mediterrane Welt in der Epoche Philipps II.

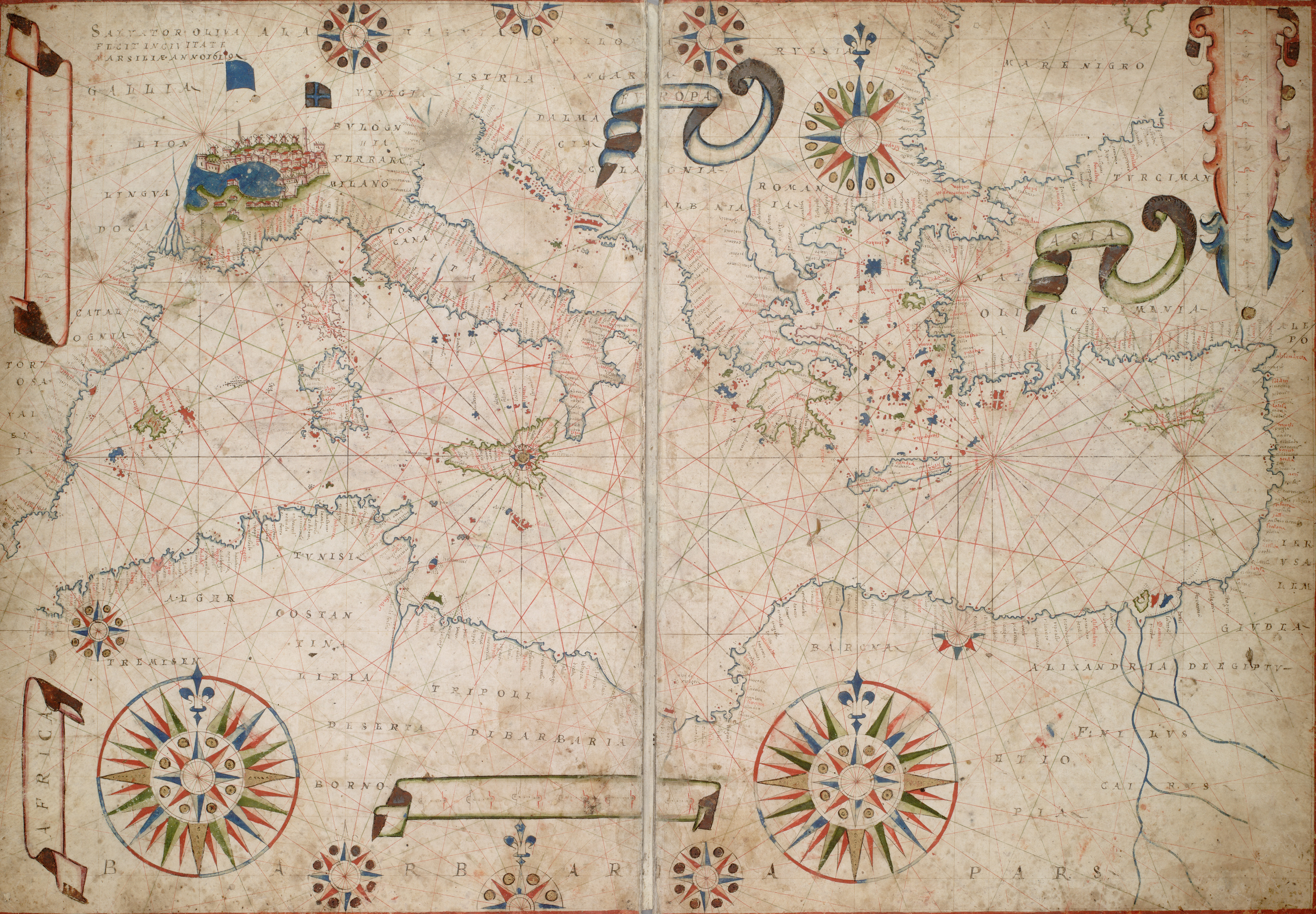
Portolankarte des Mittelmeerraums aus dem Jahr 1619, ein Zeugnis des regen Handelsverkehrs

Das Mittelmeer und die mediterrane Welt in der Epoche Philipps II. (französisch La Méditerranée et le monde méditerranéen à l’époque de Philippe II) ist das Mitte des 20. Jahrhunderts entstandene Hauptwerk des französischen Historikers Fernand Braudel, des Hauptrepräsentanten der zweiten Generation der Annales-Schule. Das dreibändige Werk widmet sich im Sinne einer histoire totale, also mit umfassendem Anspruch, der Geographie, Wirtschafts- und Sozialgeschichte des Mittelmeerraums bis in die Zeit Philipps II. von Spanien. Dies war eines der ersten historiographischen Werke, das nicht einen Staat oder eine Person, sondern einen geographischen Raum ins Zentrum der Betrachtung rückte.

## Entstehung

### Konzeption und Recherche
Braudel war von 1923 bis 1932 als Gymnasiallehrer in Algier und Constantine, damals Teil Französisch-Nordafrikas, tätig. Der dortige Kontakt mit dem Mittelmeer wirkte sich, wie er später betonte, entscheidend auf seine Forschungsinteressen aus: Da er das Mittelmeer nun „von der anderen Seite aus“ als der für ihn als Franzosen gewohnten nördlichen Perspektive betrachtete, gelangte der geographische Raum gegenüber der streng nationalstaatlichen Ausrichtung stärker in sein Bewusstsein. Bereits 1923 dachte er über eine Habilitationsschrift (französisch thèse) über ein diplomatiegeschichtliches Thema nach: Philipp II. von Spanien und der Mittelmeerraum in der zweiten Hälfte des 16. Jahrhunderts. Die erste Konzeption sah jedoch noch eine traditionelle historische Untersuchung mit dem Fokus auf der politischen Geschichte vor.
1927 begann Braudel damit, zu seinem Thema zu recherchieren – zunächst in Paris, später in einigen spanischen Archiven (besonders Simancas und Madrid), dann in Italien (Genua, Rom, Venedig, Palermo) und schließlich in Ragusa (heute Dubrovnik), das insbesondere aufgrund seiner Schifffahrtsregister von Nutzen war und dadurch die Ausrichtung der Arbeit wesentlich beeinflusste. Für diese Archivstudien wandte er jede verfügbare freie Zeit auf, insbesondere die Sommerferien. Mithilfe einer Fotokamera, die er in Algier gekauft hatte, konnte er eine große Anzahl an historischen Dokumenten in kurzer Zeit auf kleinem Raum festhalten (an manchen Tagen allein mehrere Tausend). Das so gesammelte Material wurde im Rest des Jahres in Zusammenarbeit mit seiner Frau Paule ausgewertet, indem einer das fotografierte Dokument las und der andere die Notizen dazu festhielt.
Bereits früh verlagerte sich das Interesse Fernand Braudels allerdings von dem eigentlichen Protagonisten seiner Arbeit, Philipp II., auf das Mittelmeer als geographischen Raum und auf eine universalere Sicht auf die Vergangenheit. So veröffentlichte er 1928 als Nebenergebnis seiner Studien den Aufsatz „Les Espagnols et l’Afrique du Nord, 1492–1577“ („Die Spanier und das nördliche Afrika 1492–1577“) in der Revue africaine, der bereits den bisher praktizierten Fokus der Geschichtsschreibung auf Kriege und Staatsmänner kritisierte und das Augenmerk stattdessen auf wirtschaftliche und alltägliche Kontakte legte. In den 1930er-Jahren kam er dann in Kontakt mit der neu entstandenen „Annales“-Schule, unter anderem durch den Besuch von Vorträgen Henri Pirennes in Algier. Der Annales-Schule gehörte auch der Professor Lucien Febvre an, der Braudel bereits zuvor darin bestärkt hatte, die Ausrichtung der Arbeit zu ändern, und später ihre Betreuung übernahm. Von 1935 bis 1937 war Braudel als Gastdozent an der Universität von São Paulo in Brasilien tätig, wo er viel Zeit hatte, um an der Konzeption seiner Schrift zu arbeiten. Bei der mehrwöchigen Rückreise im Oktober 1937 traf er auf dem Schiff erneut Febvre, der bereits über Philipp II. gearbeitet hatte, und trat mit ihm in eine engere, freundschaftliche Beziehung. Der ältere Forscher regte ihn dazu an, das Thema „Philipp II. von Spanien und der Mittelmeerraum“ umzukehren: „Warum nicht ‚Das Mittelmeer und Philipp II.‘? Ist das nicht ein gleich schönes, aber anderes Thema?“ Im folgenden Jahr erhielt Braudel eine Berufung an die École pratique des hautes études.

### Niederschrift und Veröffentlichung
Braudel schloss seine umfangreichen Recherchen 1939 wenige Tage vor der Mobilisierung der französischen Armee vor dem Hintergrund des ausbrechenden Zweiten Weltkrieges ab. Im Sommer konnte er zwar in Febvres Sommerhaus mit der Niederschrift der Arbeit beginnen, wurde dann jedoch zum Kriegsdienst eingezogen. Am 29. Juni 1940 geriet er in den Vogesen in deutsche Kriegsgefangenschaft und blieb bis 1945 in verschiedenen Offizierslagern. In einer enormen Gedächtnisleistung schrieb er währenddessen, ohne Zugang zu seiner über Jahre angehäuften Materialsammlung, in unzähligen Schulheften auf rund 4000 Seiten drei Versionen seines künftigen Buches und schickte sie nacheinander über die Schweizer Botschaft an Lucien Febvre, der sie trotz der Kriegswirren vor der Zerstörung bewahren konnte. Braudel kam neben seinem Gedächtnis auch die Tatsache zugute, dass er kurz vor Kriegsausbruch alle Notizen und Rechercheergebnisse noch einmal sorgfältig durchgesehen hatte.

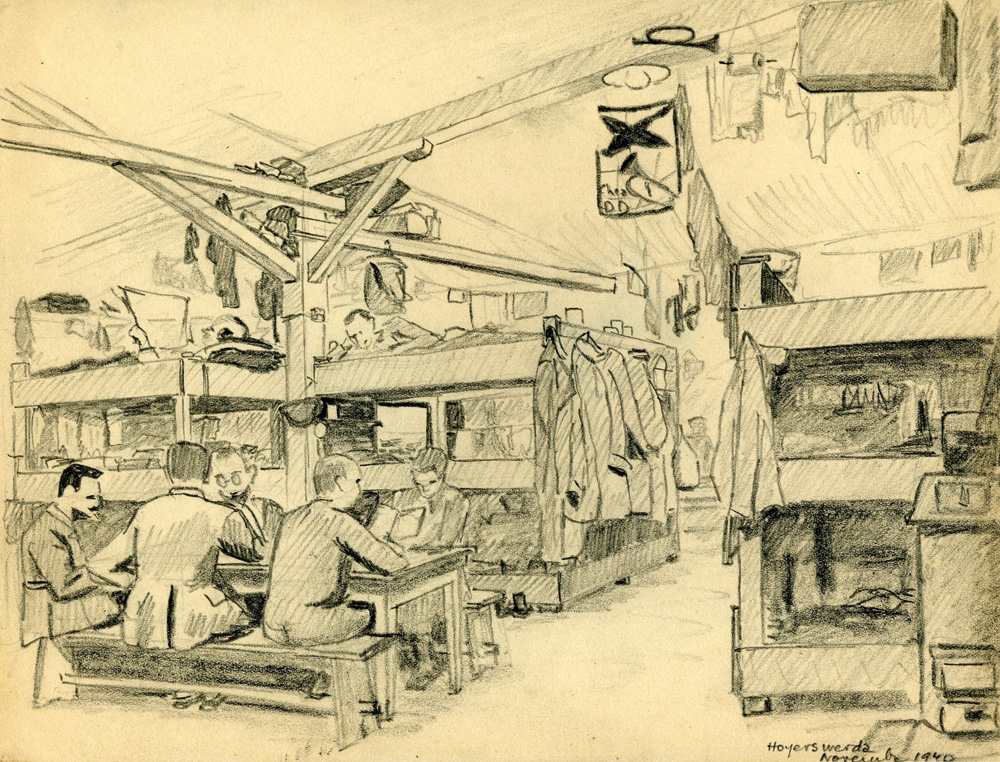
Darstellung des Lebens in einem deutschen Oflag von E. Arnaud

Zeitweilig war Braudel „angeblich Rektor der Lageruniversität im Oflag XII B bei Mainz“, weshalb er sich intensiv mit deutschsprachiger Literatur aus der Universitätsbibliothek Mainz auseinandersetzen konnte und im Vergleich die französische Humangeographie und Nationalökonomie als rückständig empfand. Er führte auch eine umfangreiche Korrespondenz mit Fachkollegen wie Lucien Febvre und mit seiner Familie, etwa seiner Frau Paule. 1942 wurde er aufgrund seiner politischen Einstellung als Anhänger Charles de Gaulles in das Oflag X-C nahe Lübeck gebracht, wo die Lebensbedingungen schlechter waren, Braudel sich jedoch eigener Aussage zufolge in aller Abgeschiedenheit besser auf das Thema konzentrieren und produktiver arbeiten konnte. Erst dabei habe sich seine Geschichtsauffassung endgültig herausgebildet; von den tragischen Erlebnissen dieser Jahre habe er sich nur durch die Konzentration auf einen „langfristigen Beobachtungszeitraum“ („long-time scale“) der Geschichte ablenken können.
Braudel legte die Habilitation 1947 vor, nachdem er den Inhalt der Hefte zusammen mit seiner Frau noch einmal überarbeitet und mit den Notizen abgeglichen hatte. Diese hatten den Krieg in einem Metallcontainer im Keller ihrer Pariser Wohnung unbeschadet überstanden. Zwei Jahre später wurde das Werk auf 1160 Seiten erstmals veröffentlicht, da erst vier Jahre nach dem Krieg die wirtschaftliche Lage die Produktion eines solch umfangreichen Buches wieder erlaubte. Es folgte 1966 eine weitere Überarbeitung, wobei der Umfang des Werks auf 1222 Seiten anwuchs. Anschließend entstanden Übersetzungen in zahlreiche Sprachen und ebenso zahlreiche Neuauflagen.

## Konzeption
Braudel unterscheidet in den drei Bänden seiner Méditerranée drei Zeitebenen, für die das Werk unter Historikern weithin bekannt ist: Die erste und wichtigste Zeitebene nannte er die longue durée („Lange Dauer“), die sich auf die geographischen Rahmenbedingungen und die gesellschaftlichen, politischen und wirtschaftlichen Strukturen eines historischen Geschehens bezieht. Sie ist kaum veränderlich, und Wandel findet nur sehr langsam statt. Die zweite Zeitebene sind Konjunkturen „mittlerer Dauer“ (moyenne durée), die einen Wandel im Rahmen von Jahren oder Jahrzehnten bedeuten und die Geschichte von staatlichen Systemen, gesellschaftlichen Gruppen und kulturellen Bewegungen umfassen. Auf der dritten Ebene der klassischen Ereignisgeschichte (histoire événementielle) finden etwa der Erlass von Gesetzen oder Regierungswechsel im Zeitrahmen von Wochen und Tagen statt. Diese Ebene wird im Anschluss an Braudel bei Historikern der Annales-Schule gering geschätzt, da sie als nicht erklärungskräftig für Zustände und Entwicklungen angesehen wird.
Braudel beginnt seine Darstellung mit der geologischen Entstehung des Mittelmeeres und endet mit dem Tod Philipps II. am 13. September 1598. Gemäß der Dreiteilung in Zeitebenen beschreibt er im ersten Teil die wiederkehrenden Ereignisse, die Jahreszeiten, ihre Auswirkungen auf die Verhältnisse auf dem Meer und die Stürme, die wiederkehrenden Hirtenwanderungen (Transhumanz), die Auswirkungen der sumpfigen Ebenen und der Gebirge auf den Verlauf der menschlichen Geschichte. Der zweite und längste Teil ist der mittelfristigen Geschichte gewidmet, wirtschaftlichen und sozialen Verhältnissen, den Handelswegen und den wirtschaftlichen Zyklen. Der dritte und kürzeste Teil beschäftigt sich mit der Geschichte im klassischen Sinne, dem Verlauf der Ereignisse, die Braudel als „Schaum auf der Welle“ der Geschichte bezeichnet.
Braudels Anliegen war es, mit der Méditerranée eine histoire globale (wörtlich „Globalgeschichte“) zu schreiben. Das darf nicht dem Konzept einer Weltgeschichte verwechselt werden; es geht ihm vielmehr darum, die Grenzen des vorliegenden Problems zu überschreiten: der Mittelmeerraum ist daher nicht bloß das Mittelmeer selbst, auch nicht nur seine Küste, sondern Braudel untersucht auch das „erweiterte Mittelmeer“, das Flandern und die Hanse ebenso mit einschließt, wie den Atlantik, die Sahara und den Indischen Ozean. So soll das Untersuchungsthema in ein Gesamtsystem eingebettet werden.

## Bedeutung
Mit seiner neuartigen Methode, einen geographischen Raum in den Mittelpunkt des historischen Interesses zu stellen und die Geschichte nach drei Zeitebenen zu differenzieren, hatte Braudel einen großen Einfluss auf die Entwicklung der Geschichtswissenschaft, insbesondere die „Annales“-Schule. Ob dem Autor tatsächlich eine „Global“- oder „Totalgeschichte“ des Mittelmeerraumes gelungen ist, wird unterschiedlich bewertet. Der Fokus seines Buches liegt deutlich auf dem westlichen Mittelmeerraum; aufgrund der Schranken seiner sprachlichen und historischen Kenntnisse konnte sich Braudel arabischen oder slawischen Quellen nicht direkt widmen.
Der erste Teil betont, dass die geographischen Bedingungen zwar nicht immer den entscheidenden Einfluss auf die Geschichte ausüben, aber die Grenzen und Chancen deren Entwicklung bestimmen. Der zweite Teil behandelt die sozialen und wirtschaftlichen Verhältnisse und entwirft durch eine Vielzahl von Einzeluntersuchungen ein vielschichtiges Bild des Alltags und der Lebenswelt im behandelten Zeitraum. Neben Themen wie der Kulturgeschichte der Kriegsführung geht der Autor hier besonders auf die wirtschaftlichen Tendenzen ein, ohne diesen jedoch eine überragende Bedeutung beizumessen. Im dritten, dem ereignisgeschichtlichen Teil schließlich stützt sich Braudel am meisten auf die bereits vorhandene, teilweise sogar auf veraltete Literatur. Er deckt eine große Breite an historischen Handlungssträngen ab, die er allerdings stets in Beziehung zueinander setzt und damit auch die Verbindungen beispielsweise der mitteleuropäischen Politik mit der des westlichen Mittelmeeres in Beziehung aufzeigt.
Kritisiert wurde an Braudels Darstellung insbesondere die enorme Faktenfülle, die aus dem Bestreben erwuchs, eine „totale Geschichte“ zu schreiben. Die Schwierigkeit für den Leser läge darin, die nacheinander ausgebreiteten Zeitebenen aufeinander zu beziehen und ein Gesamtbild zu erhalten. Es sei dem Autor nicht gelungen, den Stoff so zu straffen, dass das Material vom Leser leicht verarbeitet werden kann. Dies schmälere aber nicht seine Verdienste und seine Arbeitsleistung. Nach methodischen Gesichtspunkten ist das Werk als wichtiger Schritt der französischen Geschichtsschreibung zu betrachten, zumal es zahlreiche andere Forschungsarbeiten anregte und auf diese Weise zur Entwicklung der Annales-Schule beitrug.

## Ausgaben
- Fernand Braudel: La méditerranée et le monde méditerranéen à l’époque de Philippe II. Armand Colin, Paris 1949 (Originalausgabe).
- Fernand Braudel: La méditerranée et le monde méditerranéen à l’époque de Philippe II. 2 Bde., Armand Colin, Paris 1966 (erweiterte Neuauflage). Neuausgaben 1976, 1979, 1982, 1986, 1987, 1990.
- Fernand Braudel: Das Mittelmeer und die mediterrane Welt in der Epoche Philipps II. (übersetzt von Günter Seib). 3 Bände, Suhrkamp, Frankfurt am Main 1990, ISBN 3-518-58056-6. Taschenbuch-Ausgabe: Suhrkamp-Taschenbuch Wissenschaft 1354, Frankfurt am Main 2001, ISBN 3-518-28954-3.
- Fernand Braudel: The Mediterranean and the Mediterranean World in the Age of Philip II. (übersetzt von Siân Reynolds). 2 Bde., Collins, London/Glasgow 1972/1973. Neuausgaben bei Fontana Press, Glasgow 1986 und 1990. Neuausgabe der University of California Press, Berkeley 1995/1996.
- Fernand Braudel: Civiltà e imperi del Mediterraneo nell’età di Filippo II. (übersetzt von Carlo Pischedda). 2 Bde., Biblioteca di Cultura Storica, Bd. 48, Einaudi, Turin 1953. Neuausgabe in einem Band 1965. Neuausgabe in der Collana Piccola Biblioteca Bd. 85, Einaudi, Turin 1977. Neuausgabe in der Collana Piccola Biblioteca Bd. 471, Einaudi, Turin 1994.
- Fernand Braudel: El Mediterráneo y el mundo mediterráneo en la época de Felipe II. (übersetzt von Mario Monteforte Toledo und Wenceslao Roces). Fondo de Cultura Económica (FCE), Mexiko-Stadt 1953. Neuausgabe unter Mitarbeit von Vicente Simón, Mexiko-Stadt 1980. Neuausgabe des Fondo de Cultura Económica de España, Madrid 2001.